# Harry Wild - La signora del delitto
Harry Wild - La signora del delitto (Harry Wild) è una serie televisiva britannica e irlandese composta da 20 episodi suddivisi in tre stagioni, distribuita sul servizio di streaming Acorn TV dal 4 aprile 2022, con protagonista Jane Seymour.
In Italia la serie va in onda su Rete 4 dal 12 luglio 2022.

## Trama
Harriet "Harry" Wild è una professoressa di letteratura inglese in pensione, che si sta riprendendo a casa di suo figlio Charlie, a seguito di una rapina. Quest'ultimo è un detective della polizia e si trova alle prese con un caso di omicidio particolarmente sconcertante. Quando la strada di Harry incrocia per caso quella del suo rapinatore, Fergus Reid, la professoressa vede un grande potenziale nell'adolescente problematico e, invece di denunciarlo, lo arruola come suo aiutante. Dopo il suo coinvolgimento di successo, anche se sconsiderato, nel caso, Harry scopre di avere un vero talento per le indagini ed una nuova voglia di vivere.

## Episodi
| Stagione         | Episodi | Pubblicazione | Pubblicazione | Prima TV | Prima TV |
| Stagione         | Episodi | Regno Unito   | Germania      | Germania | Italia   |
| ---------------- | ------- | ------------- | ------------- | -------- | -------- |
| Prima stagione   | 8       | 2022          | 2022          | 2022     | 2022     |
| Seconda stagione | 6       | 2023          | 2023          | 2023     | 2024     |
| Terza stagione   | 6       | 2024          | 2024          | 2024     | inedita  |
| Quarta stagione  | 6       | 2025          | 2025          | 2025     | inedita  |

## Personaggi e interpreti

### Personaggi principali
- Harriet "Harry" Wild, interpretata da Jane Seymour, doppiata da Monica Pariante.
- Fergus Reid, interpretato da Rohan Nedd, doppiato da Flavio Aquilone.
- Ray Tiernam, interpretato da Stuart Graham, doppiato da Mauro Gravina.
- Charlie Wild, interpretato da Kevin Ryan, doppiato da Gabriele Lopez.
- Orla Wild, interpretata da Amy Huberman, doppiata da Ilaria Latini.
- Lola Wild, interpretata da Rose O'Neill, doppiata da Malvina Draghetti.
- Glenn Talbot, interpretato da Paul Tylak, doppiato da Roberto Stocchi.

### Personaggi secondari
- June, interpretata da Esosa Ighodaro, doppiata da Germana Savo.
- Vivian Mitchell-Tidernam, interpretata da Ciara O'Callaghan, doppiata da Alessandra Cassioli.
- Liberty Reid, interpretata da Rosa Willow Lee.
- Malky Reid, interpretato da Shane Lynch, doppiato da Luca Dal Fabbro.
- Vicky Boyle, interpretata da Danielle Ryan.
- Jordan MacDonald, interpretato da Anthony Delaney.
- Prof. Graham Gray, interpretato da Morgan C. Jones.
- Happy The Shark, interpretato da Liam Carney, doppiato da Pasquale Anselmo.

## Produzione
La serie è creata da David Logan, che ha anche firmato la sceneggiatura con Jo Spain, diretta da Rob Burke e Ronan Burke e prodotta da Dynamic Television.

### Riprese
La serie è stata girata a Dublino, in Irlanda, città in cui è anche ambientata la storia.

## Distribuzione
Nel Regno Unito la serie è stata distribuita sul servizio di streaming Acorn TV dal 4 aprile 2022: la prima stagione è stata distribuita dal 4 al 25 aprile 2022, la seconda stagione dal 9 ottobre al 6 novembre 2023, mentre la terza stagione dal 13 maggio al 10 giugno 2024.
In Germania la serie viene distribuita sul servizio di streaming ZDFmediathek dal 17 aprile 2022 e trasmessa su ZDF dal 24 aprile 2022: la prima stagione è stata distribuita il 17 aprile 2022 e trasmessa dal 24 aprile al 15 maggio 2022, la seconda stagione è stata distribuita il 29 ottobre 2023 e trasmessa dal 5 al 19 novembre 2023, mentre la terza stagione è stata distribuita il 9 agosto 2024 e trasmessa dall'11 al 25 agosto 2024.
In Italia la serie va in onda su Rete 4 dal 12 luglio 2022: la prima stagione è stata trasmessa dal 12 luglio al 30 luglio 2022, la seconda stagione dal 23 agosto al 6 settembre 2024, mentre la terza stagione è inedita.

## Accoglienza

### Ricezione
Reinhard Prahl ha scritto su junkies.de: La prima stagione osa qualcosa. David Logan prende i principi di base della costruzione di casi di narrativa poliziesca, li mette insieme e li frulla insieme in uno stufato criminale gustoso, divertente e accogliente. Mettere insieme una professoressa anziana ma amante del divertimento con un giovane è piacevolmente diverso, pur rimanendo piacevolmente fedele al genere in generale. Harry Wild prende sicuramente in prestito alcuni dei tratti dei più famosi eroi del crimine del benessere, ma sviluppa una vita meravigliosa tutta sua con il giusto mix di suspense, umorismo e finezza. Non vedi l'ora che arrivi la seconda stagione.
Il revisore Jürgen Wittner ha scritto su Kulturnews.de: Harry Wild è una serie poliziesca divertente che funziona secondo il giallo e quindi sembra un po' antiquata, ma che beneficia della grande Jane Seymour nel ruolo principale. La sua bocca sfacciata e la sua forza offensiva fanno sembrare la serie forte anche dove viene risolto solo un caso attuale.